# Paradoksalne działanie leków
Paradoksalne działanie leków – działanie substancji chemicznych podawanych człowiekowi w dawkach dużo niższych od dawek wywołujących typowe reakcje, objawiające się efektami biegunowo odmiennymi od spodziewanych.
Przykładowo, substancje uspokajające mogą wtedy działać pobudzająco, antyzakrzepowe – prozakrzepowo, obniżające ciśnienie krwi – mogą je podnosić.